# Sonic the Hedgehog 4: Episode II
Sonic the Hedgehog 4: Episode II is een platformspel dat is ontwikkeld door Dimps en uitgegeven door Sega. Het spel verscheen op 15 mei 2012 en is het vervolg op het in 2010 uitgebrachte Sonic the Hedgehog 4: Episode I. Het spel is uitgebracht voor Windows, PlayStation 3, Xbox 360 en Android/iOS. Een Wii-versie was in ontwikkeling maar werd geannuleerd.

## Spel
Het spel heeft de opzet van een 2D side-scrolling platformspel gelijk aan de oudere Sonic-spellen en lijkt qua opzet veel op Episode I. Toevoegingen zijn onder meer dat Sonic nu wordt vergezeld door Tails. De Special Stages kunnen bereikt worden door 50 gouden ringen te verzamelen om vervolgens door de grote ring aan het eind van het level te springen.
Voor wie beide episodes had aangeschaft, kon ook een aanvullend spel, genaamd "Episode Metal" worden gedownload waarin men als Metal Sonic kan spelen.

## Ontvangst
| Recensiescore             | Recensiescore                            |
| Recensieverzamelaar       | Score                                    |
| ------------------------- | ---------------------------------------- |
| Metacritic                | 66% (iOS) 63% (PS3) 61% (X360) 54% (Win) |
| Publicist                 | Score                                    |
| 1UP.com                   | B+                                       |
| Electronic Gaming Monthly | 6,5                                      |
| GameSpot                  | 6                                        |
| IGN                       | 6,5                                      |

Sonic the Hedgehog 4: Episode II ontving gemengde recensies. Men prees de verbeteringen uit Episode I, zoals de gameplay, graphics en co-op-modus, maar kritiek was er op specifieke aspecten die te veel zouden afwijken van klassieke Sonic-spellen.
Op aggregatiewebsite Metacritic heeft het spel een gemiddelde score van 61%.